# Regius Professor of English Literature (Aberdeen)
Der Regius Professor of English Literature, auch bekannt als Regius Chalmers Chair of English Literature oder einfacher Chalmers Chair ist eine 1894 unter Königin Victoria gestiftete Regius Professur für Englische Literatur an der University of Aberdeen in Schottland. Neben dieser gibt es für das Fach Literatur noch die Regius Professorship of English Language and Literature an der University of Glasgow.

## Geschichte der Professur
Literatur war in Aberdeen vor der Professur als Teil der Rhetorik-Ausbildung im Rahmen der Philosophie gelehrt worden. 1893 verfügte Königin Victoria die Einrichtung einer eigenständigen Professur unter der Voraussetzung, dass die Lehrpaxis in der Philosophie beendet würde. Dem neuen Professor wurde aufgetragen als Hauptfächer die Geschichte und Kritik der englischen Literatur in Prosa und Dichtung und einschließlich der Lowland-Literatur zu betreiben.
Ende 1894 übernahm mit Herbert Grierson ein anerkannter Fachmann für die Literatur des 17. Jahrhunderts die Ausbildung. Seither wird der Stuhl mit ausgewählten Fachleuten besetzt.

## Regius-Professoren
| Name                           | Daten              | von          | bis  | Anmerkungen |
| ------------------------------ | ------------------ | ------------ | ---- | --- |
| Herbert John Clifford Grierson |                    | 1894         | 1915 | Vor der Übernahme des Lehrstuhls ließ sich Grierson ein Jahr in Englischer Literatur ausbilden.:148 |
| A. A. Jack                     |                    | 1915         | 1938 | Fachmann für romantische Literatur |
| Geoffrey Langdale Bickersteth  |                    | 1938         | 1954 | Arbeiten zur frühen italienischen Literatur |
| George Ian Duthie              |                    | 1955         | 1967 | anerkannter Literaturforscher zu Shakespeare |
| Andrew Rutherford              | CBE                | 1968         | 1984 | bekannt für seine Arbeit über Byron und Kipling |
| Ronald Philip Draper:958       |                    | 1987         | 1994 | Arbeiten von Shakespeare über D. H. Lawrence bis zu zeitgenössischer Literatur. |
| George Sebastian Rousseau      | B.A. M.A. PhD.     | 12. Mai 1994 | 1998 | Arbeiten zur Literatur und den Wissenschaften |
| Peter Davidson                 | B.A. (M.A.), Ph.D. | 1998         | 2005 | In der Mitteilung der Ernennung wird Davidson nur noch als Regius Professor of English bezeichnet. Das Wort Literature entfiel.                                                                                           |
| vakant                         |                    | 2005         | 2007 | |
| David Sword Hewitt             | MA, PhD, FEA, FRSE | 2007         |      | Hewitt forscht intensiv die Literatur von Walter Scott und verlegt dessen Romanreihe, die Waverley Novels, in der 30-bändigen Edinburgh Edition. Er leitet gemeinsam mit Alison Lumsden das Walter Scott Research Centre. |